# HTC Magic
HTC Magic (znany pod nazwą myTouch 3G w sieci T-Mobile w USA oraz NTT DoCoMo HT-03A w Japonii) – smartfon zaprojektowany przez HTC.
W Polsce dostępne są dwa modele HTC Magic: PVT32A i PVT32B różniące, się płytą główną, procesorem oraz ilością pamięci RAM. Model PVT32A jest wyposażony w 288 MB pamięci RAM, podczas gdy PVT32B ma zaledwie 192 MB. Model PVT32A dostępny jest w wersji brandowanej z Orange (HTC Magic Orange).
Dla telefonów HTC Magic dostępna jest aktualizacja dodająca HTC UI Sense do podstawowego systemu Android 1.5.